# Столичний експрес (Київ — Луцьк)
«Столи́чний експрéс» №767/768 — фірмовий пасажирський потяг Укрзалізниці сполученням Київ — Луцьк. З 2015 року курсує щоденно.

## Загальні відомості
Поїзд 767/768 курсує цілорічно, щоденно, у складі в середньому 7 вагонів сидячого типу формування станції Київ-Пас. Південно-Західної залізниці.
Експрес прямує до Луцька із тарифними зупинками на станціях: Шепетівка, Здолбунів, Рівне, Ківерці. У розкладі руху на 2016/2017 роки «Укрзалізниця» розробила більш зручний час відправлення та прибуття потяга, зменшено час в дорозі - 6,5 годин.
Станом на січень 2017 року вартість проїзду є нижчою за автомобільний транспорт.

## Історія
Кілька років тому назріла нестача вагонів у поїзді «Галичина» 141/142 Київ — Львів, що курсує через Сарни та Ковель, тому 13 грудня 2016 року було запущено експрес Київ — Ковель  і група варшавських вагонів стала курсувати з ним.
З 11 грудня 2016 року, з введенням в дію графіка руху пасажирських потягів на 2016/2017 рік, відбулися зміни: «Укрзалізниця» розробила більш зручний час відправлення та прибуття потяга, зменшено час в дорозі, але тепер він курсує тільки до Луцька. А потяг № 67/68 Київ — Варшава тепер курсує окремо.
З 10 грудня 2017 року потяг скасовано через збитковість.

## Розклад руху потягу на2017рік
| Прибуття | Відправлення | Станції призначення | Прибуття | Відправлення |
| —        | 16:48        | Київ-Пасажирський   | 12:57    | —            |
| 21:59    | 22:04        | Рівне               | 07:30    | 07:35        |
| 23:16    | —            | Луцьк               | —        | 06:21        |
| -------- | ------------ | ------------------- | -------- | ------------ |